# میلتیاد

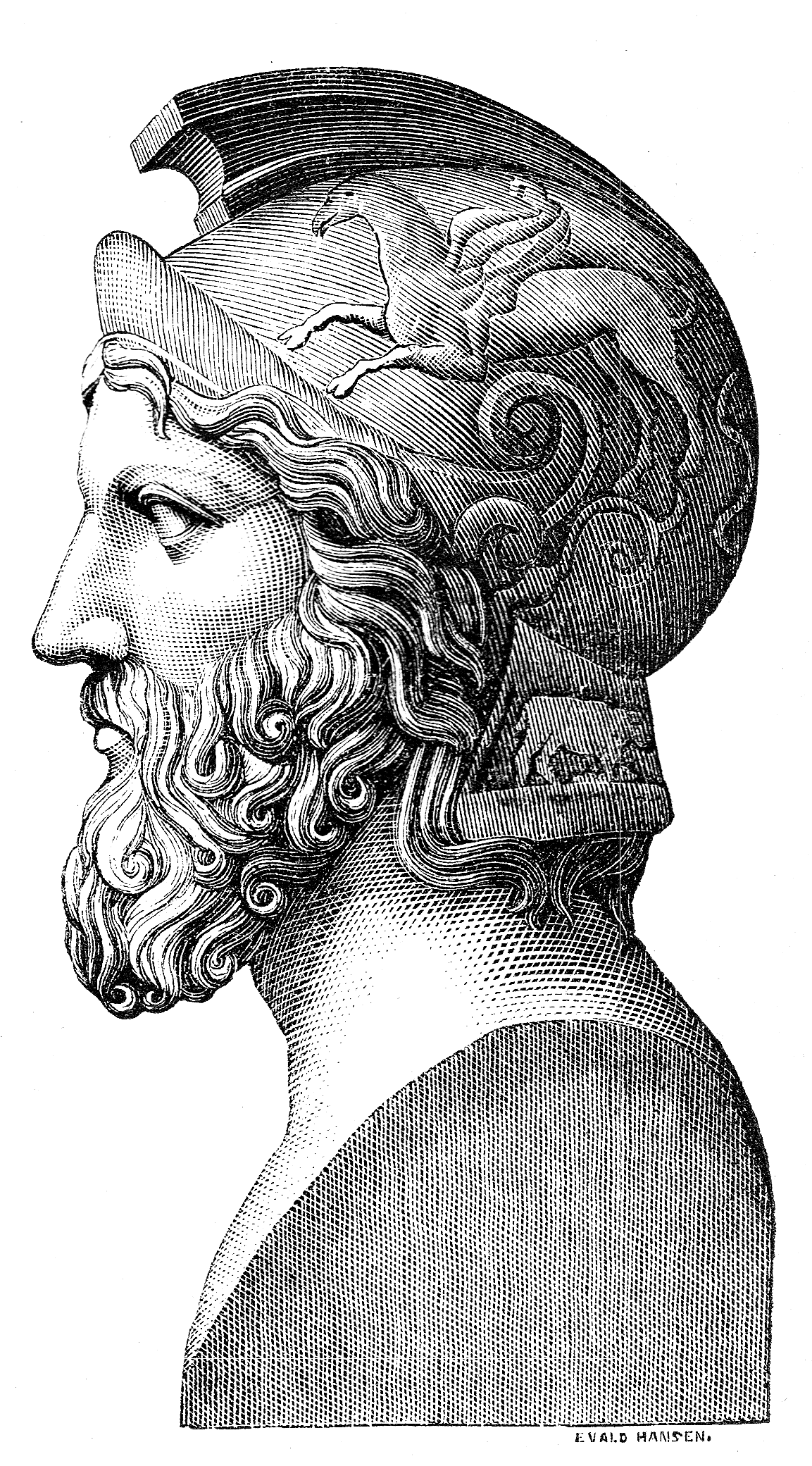
میلتیاد

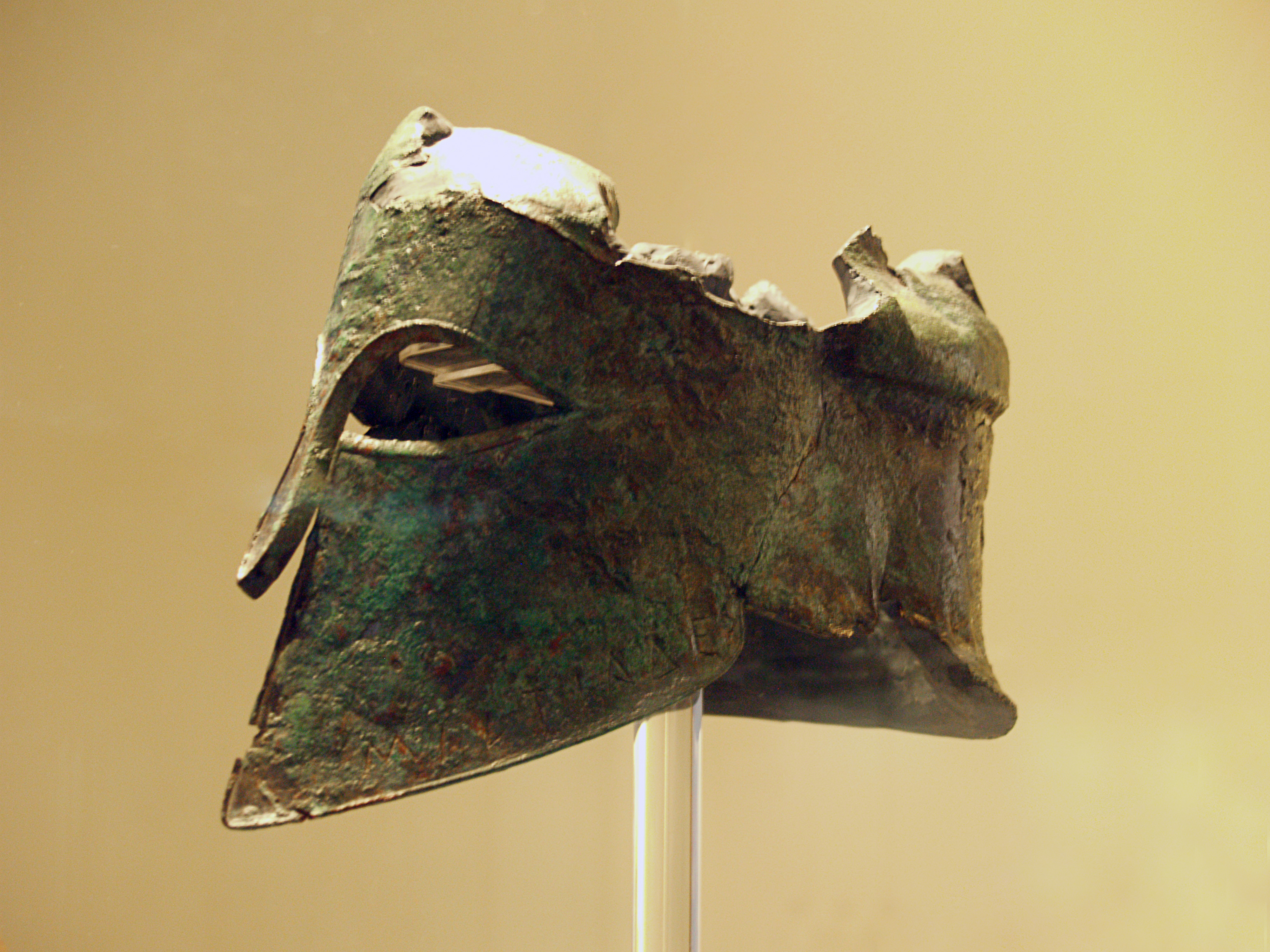
کلاه خود میلتیاد یافت شده در المپیا

میلتیاد، (۵۵۰ ق. م؛ حدود ۴۸۹ ق. م) فرزند کیمون، یک فرمانده و سیاستمدار از یک خانوادهٔ اشراف زادهٔ آتنی بود که از زمان پیروزی در نبرد ماراتون به شهرت رسید.